# جون ريس إيفانز
جون ريس إيفانز (بالإنجليزية: John Rhys Evans)‏ هو مغني ومغني أوبرا بريطاني، ولد في 5 سبتمبر 1930 في Hopkinstown ‏ في المملكة المتحدة، وتوفي في 2 يناير 2010.

## وصلات خارجية
- جون ريس إيفانز على موقع ميوزك برينز (الإنجليزية)